# نورا هد، نیو ساوت ولز
نورا هد (به انگلیسی: Norah Head) یک منطقهٔ مسکونی در استرالیا است که در نیو ساوت ولز واقع شده‌است.